# Sideritis stachydioides
Sideritis stachydioides es una especie de arbusto de la familia de las lamiáceas

## Descripción
Sufrútice que alc anza un tamaño de  6-16(22) cm, ± tendido, lanoso y, a veces, muy ramificado, sin estolones. Tallos lanoso-sedosos. Hojas de 11-27 × 2-7 mm, enteras, elípticas o ligeramente obovadas, redondeadas arriba, lanosas; pecíolo hasta de 5 mm. Inflorescencia de 1,5-7 cm, en cabezuela o cilíndrica, formada por 2-7 verticilastros con 4-8 flores cada uno, a veces distantes, lanosa. Brácteas de 9-11 × 5-6 mm, enteras, ovadas, las intermedias c. 8 × 4 mm, anchamente ovadas y, rara vez, dentadas, con 1-3 dientes a cada lado. Cáliz 5-7 mm, de cilíndrico a campanulado; tubo con nervios de diferente grosor, lanoso-sedoso; dientes 2-2,3 mm, con anillo interno de pelos en la garganta (carpostegio). Corola 6-9 mm, glabra por dentro, pelosa por fuera, púrpura, con nervadura de color más intenso; labio superior 4,5-5 mm, entero o emarginado, erecto; labio inferior 3-4 mm, con un lóbulo central ancho. Núculas 2-2,8 × c. 1,5 mm, subtrígonas, con 1 cara convexa, a veces algo aladas, agudas, de lisas a levemente verrucosas, color castaño obscuro.

## Distribución y hábitat
Se encuentra en roquedos calizos; a una altitud de 1000-2000 metros en el sudeste de España, en la Sierra de María y localidades próximas. 

## Taxonomía
Sideritis stachydioides  fue descrita por  Heinrich Moritz Willkomm y publicado en Botanische Zeitung (Berlin) 8: 78. 1850.
Citología
Número de cromosomas de Sideritis stachydioides (Fam. Labiatae) y táxones infraespecíficos: 2n=34
Etimología
Sideritis: nombre genérico del griego que  se puede traducir literalmente como "el que es o tiene hierro". La planta era conocida por los antiguos griegos, específicamente Dioscórides y Teofrasto.  A pesar de que Dioscórides describe tres especies, sólo una (probablemente S. scordioides ) se cree que se refiere a Sideritis. En la antigüedad Sideritis era una referencia genérica para plantas capaces de curar las heridas causadas por armas de hierro durante las batallas. Sin embargo, otros sostienen que el nombre proviene de la forma del sépalo que se asemeja a la punta de una lanza.
stachydioides: epíteto latino que significa "parecida a una espiga".